# Alberschwende
Alberschwende je rakouská obec s 3209 obyvateli (k 1. lednu 2022) v okrese Bregenz ve spolkové zemi Vorarlbersko.

## Geografie

### Poloha
Alberschwende se nachází v nejzápadnější spolkové zemi Rakouska, Vorarlbersku, v okrese Bregenz, na jih od Bodamského jezera v Bregenzském lese, severovýchodně od města Dornbirn a jižně od řeky Bregenzer Ach. Obec je přibližně 500 km daleko od hlavního města Vídně.

### Nadmořská výška

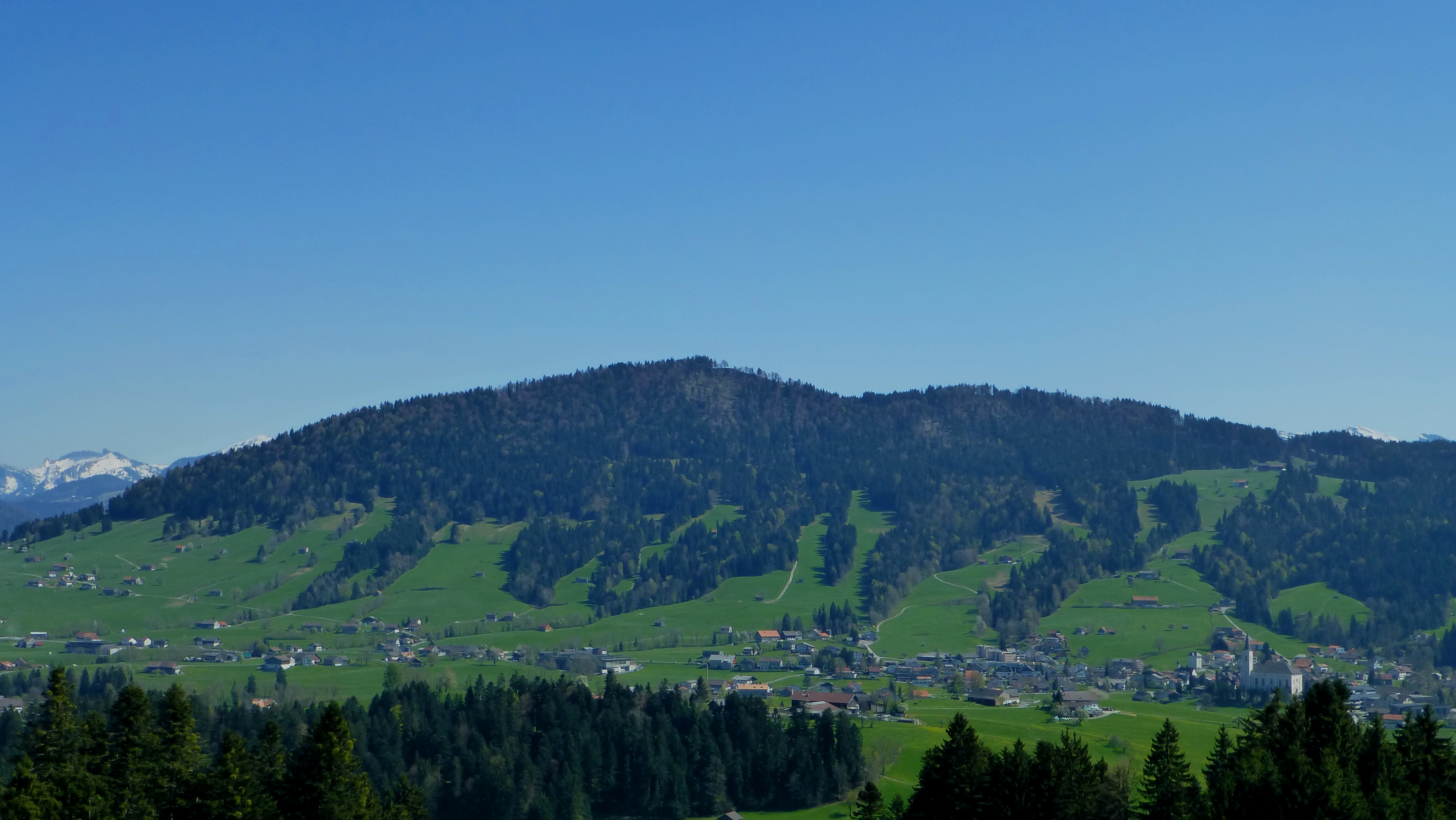
Hora Brüggelekopf tyčící se nad obcí

Nejvyšším bodem na území obce je 1182 m vysoký vrchol oblíbené místní hory Brüggelekopf. Naopak nejnižší bod obce se nachází ve výšce 440 m v korytě řeky Bregenzer Ach. Náves v centru obce Alberschwende má nadmořskou výšku 722 m.

### Členění obce
Obec tvoří pouze jedno katastrální území, Alberschwende a dělí se na čtyři části, Müselbach, Fischbach, Dreßlen a Hof. Na jejím území se však nachází množství dalších menších osad (v lokálním nářečí "parcel"), např. Schwanteln, Achrain, Abendreute, Bereute, Rotach, Vorholz, Tannen, Reute, Maltach a Lanzen. Celkově má obec venkovský charakter. V roce 1996 tvořila 55,8 % zemědělská plocha, 37,1 % lesní plocha, 0,6 % alpské louky, 2,1 % sídelní plocha a 4,4 % ostatní plocha.

### Sousední obce

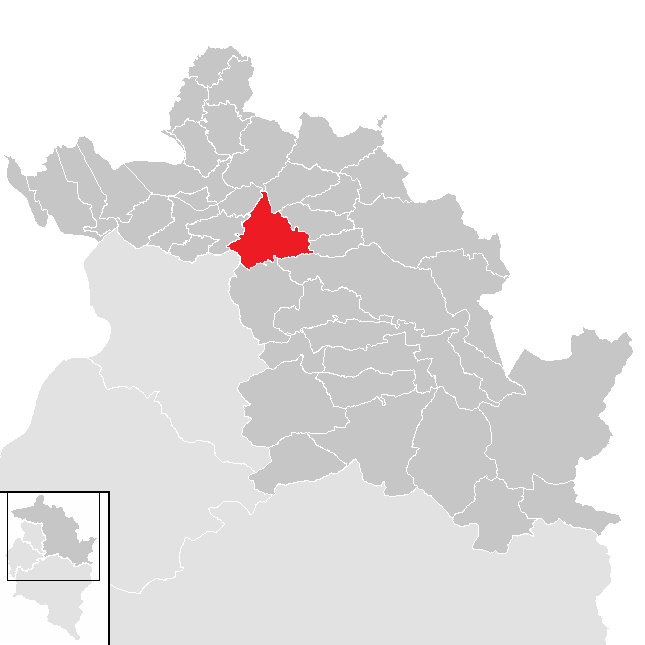
Poloha Alberschwende v rámci okresu Bregenz

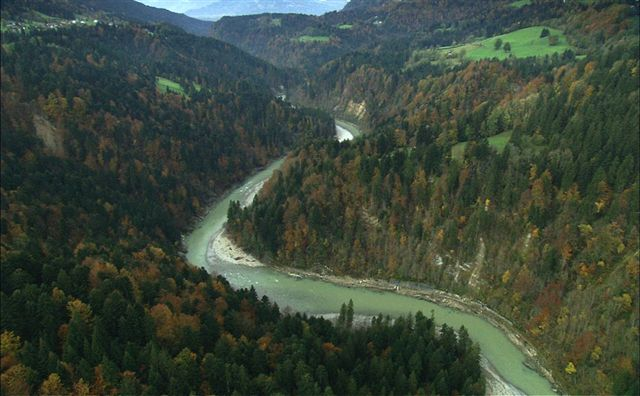
Hranice mezi obcemi Alberschwende a Langen/Doren

Obec Alberschwende hraničí s devíti dalšími vorarlberskými obcemi (vyjmenovány jsou ve směru hodinových ručiček, počínaje severem), přičemž osm z nich patří také do politického okresu Bregenz, jsou to Bildstein, Buch, Langen bei Bregenz, Doren, Langenegg, Lingenau, Egg a Schwarzenberg. Pouze město Dornbirn, které leží jihozápadně od Alberschwende, patří do politického okresu Dornbirn. Spolupráce i vztahy s jednotlivými sousedními obcemi se liší díky rozdílně kvalitnímu dopravnímu napojení.
Hranice s obcí Langen bei Bregenz
Společná hranice probíhá pouze na krátkém úseku v délce asi 450 metrů v korytě řeky Bregenzer Ach na úplném severu obce mezi ústím potoků Rotach a Läuberbach. Ústí druhého jmenovaného potoka zároveň tvoří hranici s obcí Buch. Mezi obcemi Alberschwende a Langen neexistuje žádné přímé silniční spojení.
Hranice s obcí Doren

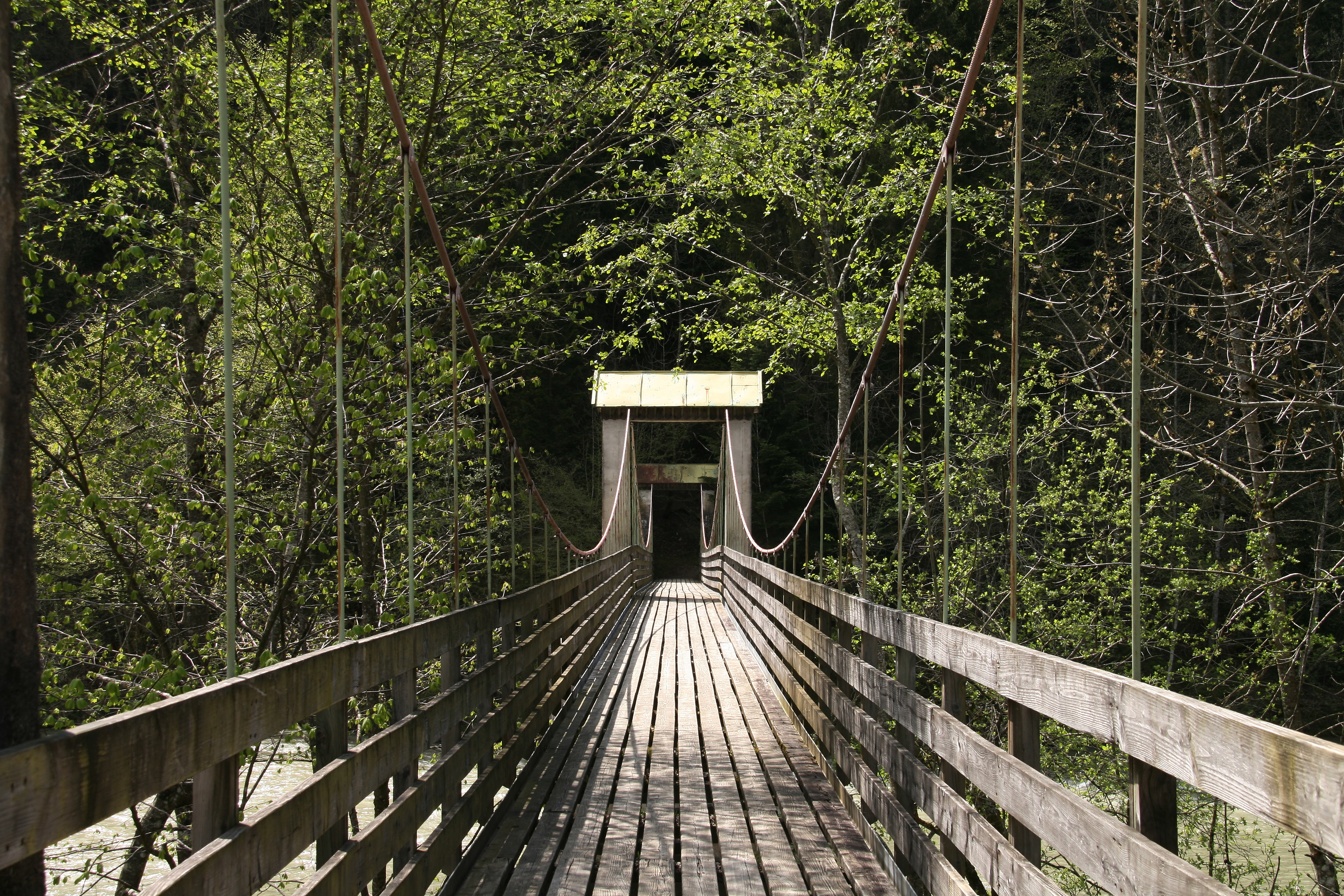
Lávka pro pěší mezi obcemi Alberschwende a Doren

Bregenzer Ach tvoří hranici mezi obcemi Alberschwende a Doren v úseku mezi ústími potoků Rotach a Weißach. Přímé spojení mají obce přes lávku v osadě Bozenau. Ta je však pro motorizovanou dopravu uzavřena.
Hranice s obcí Langenegg
Hranice Alberschwende a Langeneggu probíhá korytem Bregenzer Ach mezi ústími potoků Weißach a Bommerngraben. Mezi Langeneggem a vesnicí Müselbach existuje silniční spojení.
Hranice s obcí Lingenau

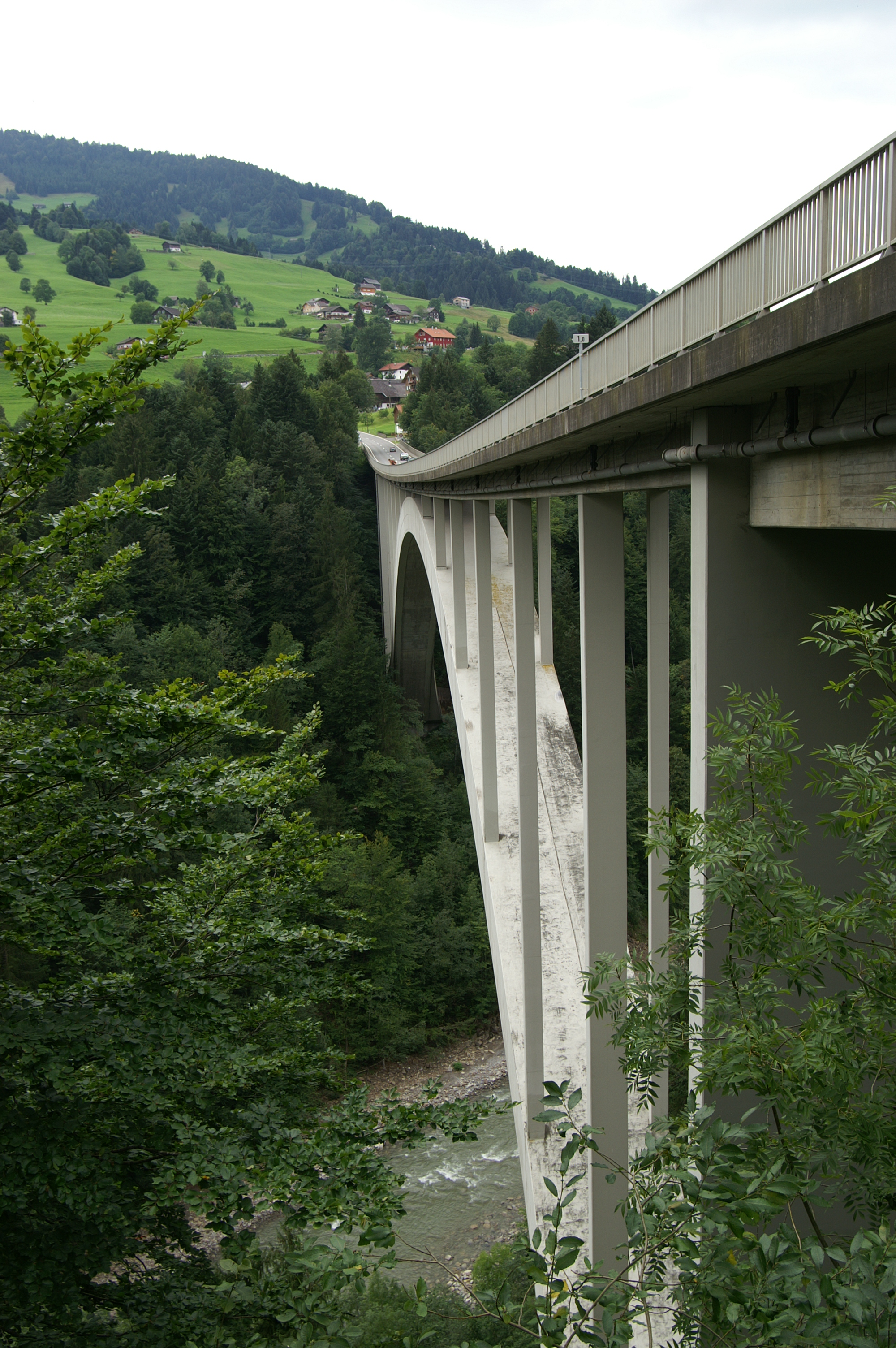
Lingenauský silniční most

I zde vede hranice korytem Bregenzer Ach mezi ústími potoků Bommerngraben a Subersach. Protože vesnice Alberschwende a Lingenau patřily obě od nejstarších dob do majetku klášteru Mehrerau, existovalo již od nepaměti také přímé spojení těchto dvou obcí, od roku 1836 také díky dřevěnému mostu. V letech 1964 až 1969 byl postaven Lingenauský silniční most, jakožto jeden z největších železobetonových obloukových mostů ve střední Evropě. Silnice L 205 propojuje přes 370 metrů dlouhý most obec Lingenau s vesnicí Müselbach (část obce Alberschwende).
Hranice s městysem Egg
Bregenzer Ach tvoří krátce také hranici mezi obcemi Alberschwende a Egg. Od ústí potoka Vogelkähnerbach sleduje společná obecní hranice tok potoka kolem osad Tuppen a Kaltenbrunnen až k jeho prameni na hoře Brüggelekopf. Tento bod je zároveň hraničním bodem s obcí Schwarzenberg. V oblasti Tuppen opouští silnice L 200, zvaná Bregenzerwaldstrasse, území obce Alberschwende a pokračuje územím obce Egg. Kolem hory Brüggelekopf jsou četné lesní cesty a turistické stezky spojující obě obce. K některým stavbám a budovám na území obce Egg se lze dostat pouze z Alberschwende.
Hranice s obcí Schwarzenberg
Od pramene potoka Vogelkennerbach má hranice zjevně náhodně nakreslený (klikatý) průběh až k osadě Schwanteln. Odtud hranice vede severozápadním směrem podél potoka Scheidbach až k soutoku s potokem Losenbach pod osadou Maltach. Zde se setkávají hranice obcí Alberschwende, Schwarzenberg a Dornbirn. Historicky významná je trasa přes průsmyk Lorenapass. V současnosti tvoří veškerá spojení mezi těmito obcemi pouze lesními cesty, turistické stezky nebo místními komunikace. Schwarzenberská část obce Maltach je napojena na silniční síť pouze přes Alberschwende.
Hranice s obcí Dornbirn
Od hranice s Dornbirnem se hraniční potok nazývá Stauderbach. Po překonání rokle Staudertobel se potok vlévá do říčky Schwarzach. Nedaleko od tohoto ústí začíná hranice s obcí Schwarzach. Silnice Achrainstrasse překračuje obecní hranice v oblasti osady Achrain.
Hranice s obcí Bildstein
Hranice mezi Alberschwende a Bildsteinem má zdánlivě náhodný klikatý průběh. Nejprve vede severozápadně směrem k osadě Farnach, poté severovýchodně k prameni Rotachbachu (zvaného také Gfellerbach), kolem osady Abendreute. Hranice pokračuje podél potoka až na hranici obce Buch. Bregenzerwaldstrasse překračuje obecní hranici v oblasti rokle Schwarzachtobel. Spojení mezi Alberschwende a Bildsteinem zajišťuje silnice L 7, zvaná Schwarzachtobelstrasse ve směru na Farnach. Další silniční spojení existuje také v oblasti Farnachmoos. Osada Bereute, která patří pod obec Alberschwende, je dostupná pouze po silnici přes území obce Bildstein.
Hranice s obcí Buch
Hranice obcí Alberschwende a Buch se setkávají v korytě potoka Rotachbach mezi osadami Rotach a Halder. Od toho místa se potok nazývá Grenzgraben ("Hraniční příkop"). Níže po proudu se jeho název opět mění, a nese jméno Läuberbach. Hranice obcí Alberschwende, Buch a Langen bei Bregenz se setkávají v místě, kde tento potok ústí do Bregenzer Ach. Všechny tři obce jsou vzájemně propojeny silnicí L 14 – Bucher Strasse. Kromě této silnice jsou obce propojeny i zpevněnou turistickou stezkou.

### Přírodní památky

#### Vesnická lípa

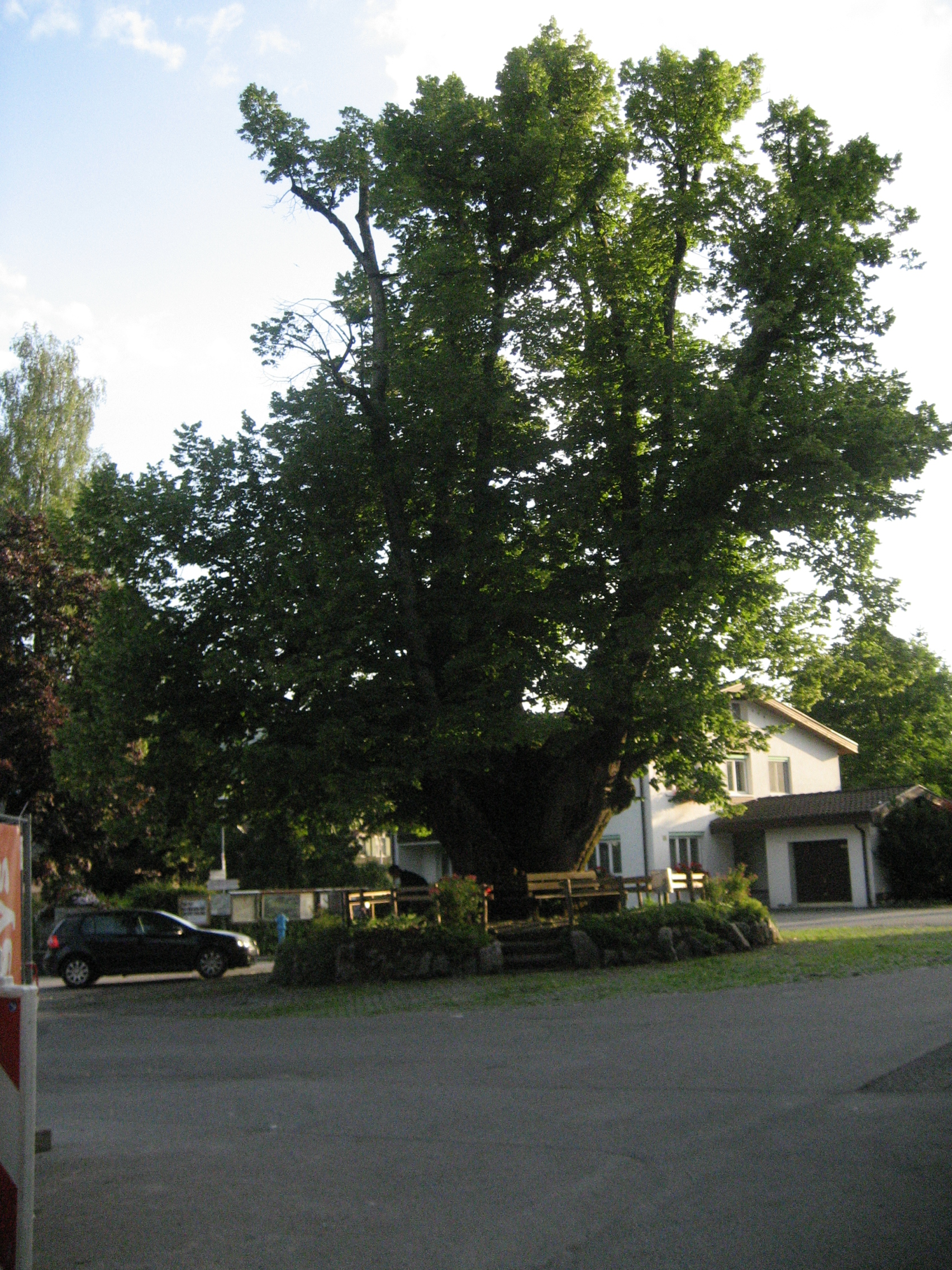
Vesnická lípa v Alberschwende

Vesnická lípa v Alberschwende je stará asi 800 až 1000 let. Stojí na návsi před farním kostelem sv. Martina. Lípa je jedním z nejstarších stromů ve Vorarlbersku a nejstarší lípou této spolkové země. Zvěčněna je také na obecním znaku Alberschwende.

### Podnebí
V oblasti převládá vnitrozemské klima. Průměrná roční teplota v oblasti je 4 °C. Nejteplejším měsícem je červenec, kdy je průměrná teplota 15 °C, a nejchladnějším prosinec s −8 °C. Průměrné roční srážky jsou 1 852 milimetrů. Nejdeštivějšími měsíci jsou červen a červenec s průměrem 137 mm srážek a nejsušším měsícem je únor s 62 mm srážek.
| Alberschwende – podnebí     | Alberschwende – podnebí | Alberschwende – podnebí | Alberschwende – podnebí | Alberschwende – podnebí | Alberschwende – podnebí | Alberschwende – podnebí | Alberschwende – podnebí | Alberschwende – podnebí | Alberschwende – podnebí | Alberschwende – podnebí | Alberschwende – podnebí | Alberschwende – podnebí | Alberschwende – podnebí |
| Období                      | leden                   | únor                    | březen                  | duben                   | květen                  | červen                  | červenec                | srpen                   | září                    | říjen                   | listopad                | prosinec                | rok                     |
| --------------------------- | ----------------------- | ----------------------- | ----------------------- | ----------------------- | ----------------------- | ----------------------- | ----------------------- | ----------------------- | ----------------------- | ----------------------- | ----------------------- | ----------------------- | ----------------------- |
| Průměrné denní maximum [°C] | 1,5                     | 3,4                     | 7,8                     | 11,9                    | 16,5                    | 19,9                    | 21,8                    | 21,1                    | 18,2                    | 12,6                    | 6,7                     | 2,2                     | 12                      |
| Průměrná teplota [°C]       | −2,1                    | −0,7                    | 3,1                     | 6,9                     | 11,2                    | 14,7                    | 16,6                    | 15,9                    | 13,2                    | 8,2                     | 3,1                     | −1                      | 7,4                     |
| Průměrné denní minimum [°C] | −5,6                    | −4,8                    | −1,5                    | 2                       | 6                       | 9,5                     | 11,4                    | 10,8                    | 8,2                     | 3,8                     | −0,4                    | −4,2                    | 2,9                     |
| Průměrné srážky [mm]        | 72                      | 62                      | 68                      | 89                      | 109                     | 132                     | 137                     | 137                     | 103                     | 73                      | 75                      | 84                      | 1 141                   |
| Zdroj: Jahrbuch ZAMG        |                         |                         |                         |                         |                         |                         |                         |                         |                         |                         |                         |                         |                         |

## Historie

### Původ jména
Název obce je odvozen od slova Schwende (česky mýtina) a křestního jména Alberich nebo Albrich, jež byl v názvu mýtiny uveden jako první osadník. Jméno obce je poprvé oficiálně zmíněno jako Albrichsswendi v ochranné listině od papeže Řehoře IX. pro klášter v Mehrerau z 23. prosince 1227. V roce 1231 se v jiné ochranné listině uvádí jako Albrichsuendi . V roce 1290 je vesnice zmíněna v klášterním berním rejstříku jako Albriswende, o deset let později jako Albrichsswendi. Montfortský berní rejstřík z roku 1379 hovoří o Albrissschwendi.

### Alberschwende před osídlením
Oblast Alberschwende byla za posledních 1,5 milionu let několikrát postižena ledovými obdobími. Území dnešní obce tak kdysi leželo pod několik set metrů silnou vrstvou ledu. Vrchol hory Hochälpelekopf byl pravděpodobně nejbližším bodem, který nebyl pokrytým ledem. Zatímco o dřívějších dobách ledových neexistují téměř žádné spolehlivé informace, o poslední fázi zalednění, zvané Würm, existují přesnější představy. Asi před 24 000 lety se Rýnský a Illský ledovec posunuly tak daleko, že pokryly celou oblast dnešní obce. Svého vrcholu dosáhla tato doba ledová pravděpodobně před 18 500 až 17 500  lety. V té době se Rýnský ledovec táhl až k dnešnímu Singenu a za německý Dunaj. Při svém pohybu směrem od údolí Walgau byl ledovec vytlačen přes sedlo Alberschwende do Předního Bregenzského lesa. V oblasti Bödele se Illský ledovec srazil s ledovcem přicházejícím z Bregenzského lesa. Horní hranice ledovců byla v této době kolem 1350 metrů. Severozápadně se tlačící ledovec Bregenzkého lesa byl v oblasti Alberschwende přehrazen Rýnským a Illským ledovcem. Nad dnešním Alberschwende se tak vytvořily velké ploché firnové oblasti, které pokrývaly masy ledovce. Asi před 17 000 lety začaly ledovce postupně tát. Na spodních okrajích tajících ledových mas se zřetelně vytvořily okrajové ledovcové terasy, například u osad Vorholz, Tannen a Reute v nadmořské výšce 755 až 690 metrů. Když ledovce pomalu ustupovaly, vytvořilo se přírodní jezero mezi ledovcem Rýnsko-Illským, který se zastavil u Müselbachu, a ledovcem Bregenzského lesa, který již byl na ústupu. Ústup ledovce probíhal přes oblast dnešního německého městečka Oberstaufen. O několik staletí později bylo toto jezero z velké části znovu naplněno díky sedimentům četných řek, zejména pak Bregenzer Ach. Ledovcová masa se posunula na severovýchod a vyprázdnila krajinu mezi Bildsteinem a Fischbachem. Mokré louky a vřesoviště, které existují dodnes, jsou relikty této doby.

### Od počátku osídlení do roku 1338

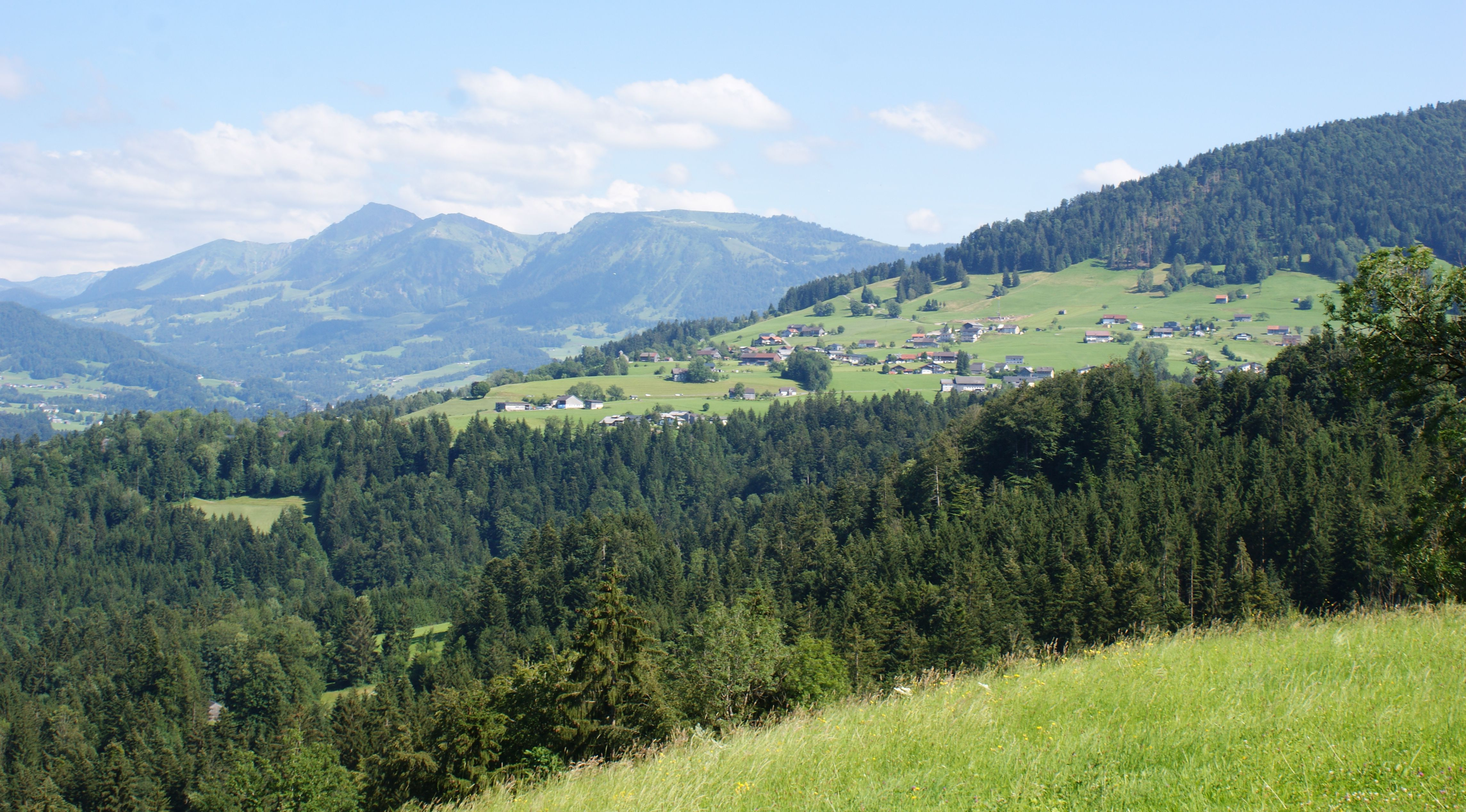
Krajina kolem Alberschwende pravděpodobně sloužila Římanům jako lovecký revír

Osídlení
Když se Římané roku 15 př. n. l. zmocnili většiny Vorarlberska, žily zde již dva keltské kmeny: Vindelikové a Brigantiové. Po druhém zmíněném kmeni pojmenovali Římané své nově vybudované obchodní a vojenské centrum Brigantium, dnešní Bregenz. Obyvatelé tohoto raného sídla byli závislí na potravinách z okolí. Vzhledem k tomu, že údolí Alpského Rýna bylo v té době neustále zaplavováno a průběh koryta řeky Rýn se často měnil, začali se Římané přesouvat dále od řeky na úbočí Rýnského údolí. Z tohoto důvodu lze odhadovat, že Římané v té době využívali oblast Alberschwende jako lovecký revír v relativní blízkosti údolí. Předpokládá se však, že části Bregenzského lesa byly v letních obdobích využívány k alpskému zemědělství již před příchodem Římanů. Názvy polí a luk jako „Lorena“, „Bullersch“, „Subers“ nebo „Schadona“ pocházejí již z dob keltského osídlení.
V roce 259 Alamani dobyli a zničili Brigantium a jeho okolí. Ozbrojené konflikty však trvaly až do roku 400 našeho letopočtu. Poté, co utichlo stěhování národů, byla oblast před rokem 1000 trvale osídlena. Následně nejprve Gótové a později Frankové dobyli Vorarlbersko. Vysoce pravděpodobná možnost, že se jednotliví lidé v té době stahovali do oblasti kolem Alberschwende, se nepotvrdila, přestože ozbrojené konflikty se téměř výhradně vedly dole v Rýnském údolí. K osidlování a všeobecnému záboru místní půdy tak došlo o něco později.
Zatímco Přední Bregenzský les byl osídlen směrem z Allgäu, Alberschwende a celý Zadní Bregenzský les byly osídleny směrem od Bregenzu. Hlavní osídlovací trasa vedla pravděpodobně přes Wolfurt, Buggenegg a Roßgaß, ale osadníci mohli přicházet také přes Schwarzach a Farnach. Díky své poloze byla Alberschwende klíčovým bodem při osídlování Bregenzského lesa. Jedná se o mladší sídlo než města a vesnice v údolí Alpského Rýna, ale přesto je starší než všechna ostatní sídla v Bregenzském lese.
Hrabata z Bregenzu

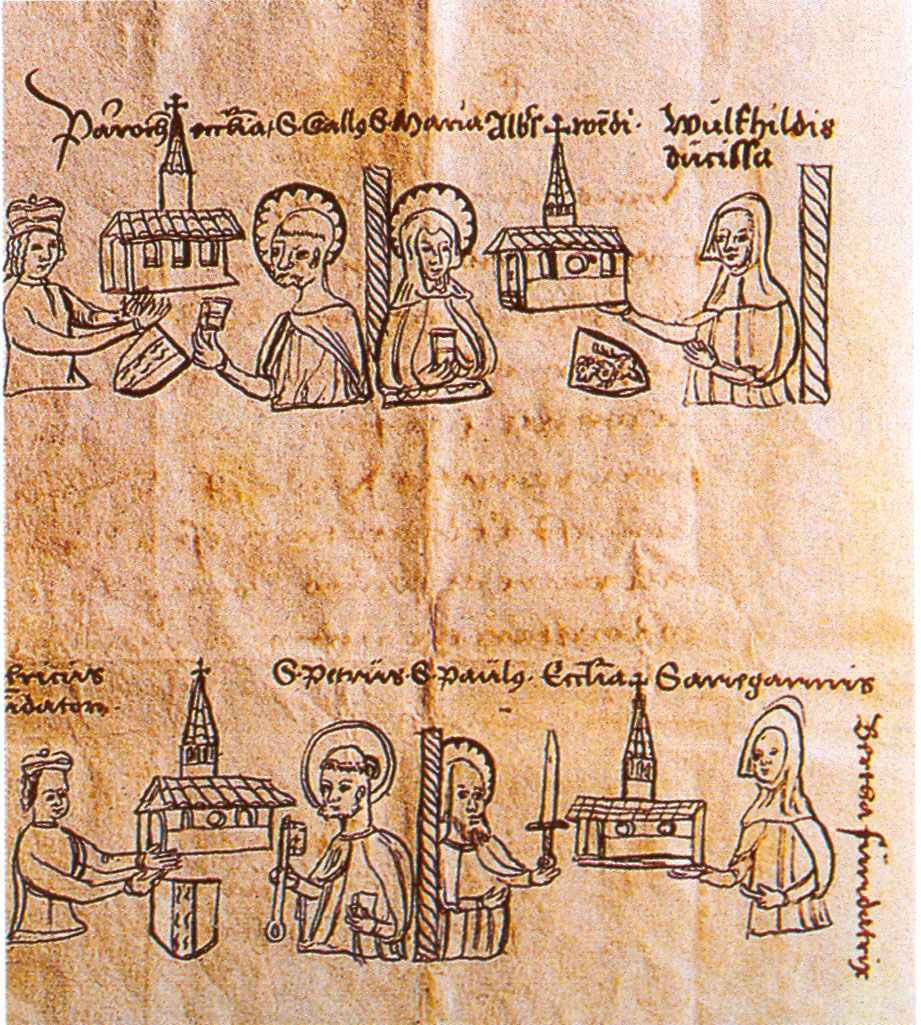
Dobové vyobrazení Urlicha von Bregenz a jeho rodiny

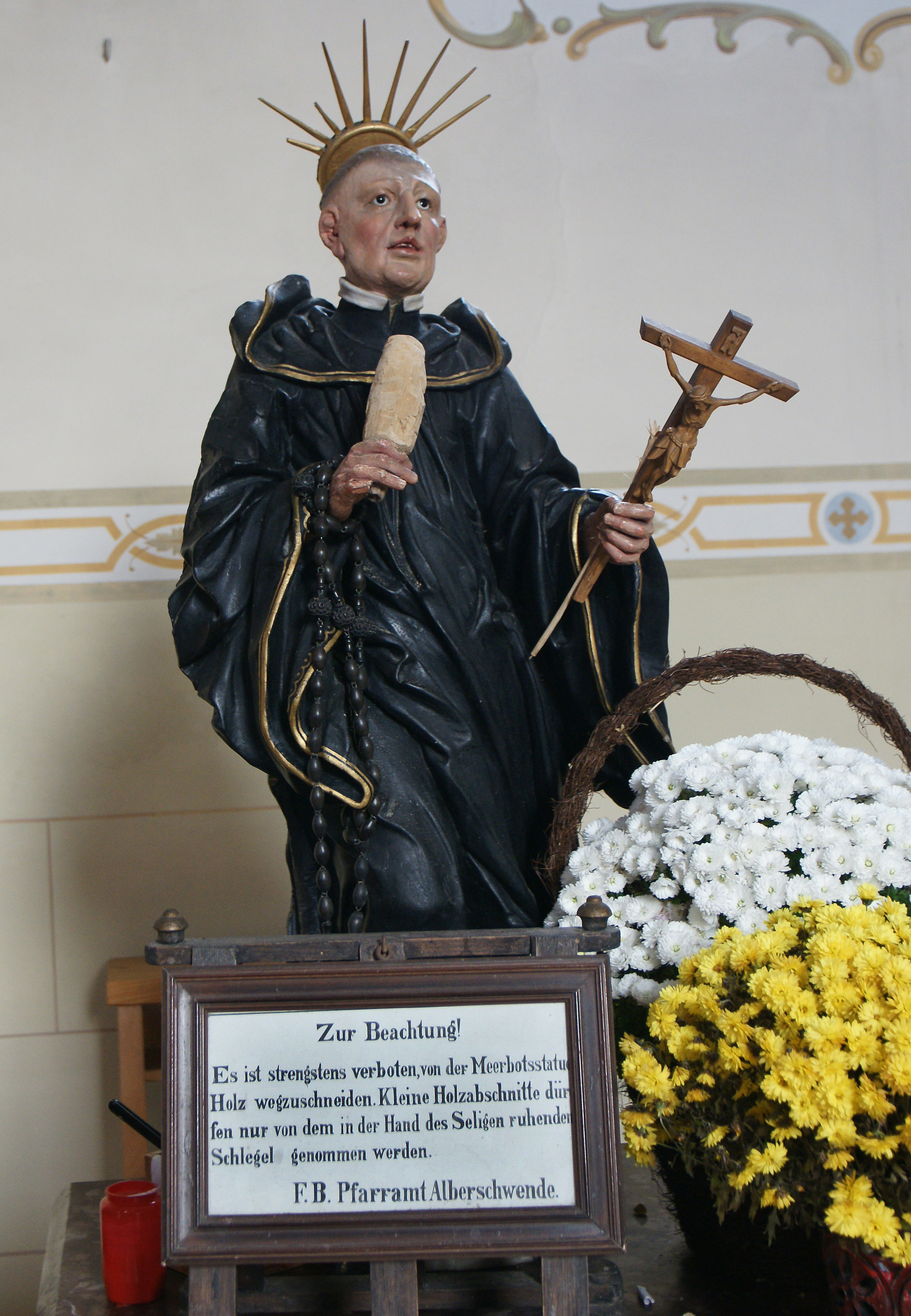
Blahoslavený Merbod

Franští králové pověřili správou nově dobytých území příslušníky své dvorské šlechty. Podle tehdejšího právního názoru patřila oblast králi, zatímco výnosy z jednotlivých statků patřily příslušníkům dvorské šlechty. Postupem času však byly tyto majetky stále více vnímány jako přímý majetek feudálních leníků, který si šlechta mezi sebou rozdělovala a dále dědila bez králova souhlasu. V oblasti Bodamského jezera byl velice vlivný zejména rod Udalrichingerů. Ti sídlili nejprve v Bodmanu v oblasti Dolního jezera, později se přemístili do osady Buchhorn (dnes Friedrichshafen). Kolem roku 920 se jejich sídlem stal Bregenz. Z rodu Udalrichingerů pocházel také svatý Gebhard, který byl v letech 979 až 995 biskupem v Kostnici.
Pravděpodobně v letech 1032 až 1043 bylo jejich panství dědičně rozděleno mezi hrabata z Bregenzu a hrabata z Pfullendorfu. V důsledku toho byla Alberschwende začleněna do Bregenzského hrabství, které zároveň představovalo ucelenou farní oblast. Část dnešního území obce však připadla Pfullendorfskému hrabství. Od roku 1079 probíhal mezi papežem a císařem rok trvající spor o nadvládu v Evropě. Tento konflikt je nyní známý jako boj o investituru. Tehdejší hrabě Ulrich von Bregenz se rozhodl pro papežskou stranu. Aby posílil reformní stranu, ale i svou vlastní politickou moc, prosazoval rychlejší osidlování Bregenzského lesa. Nad hrobem blahoslaveného Dieda v Andelsbuchu nechal postavit klášter, a osídlil ho mnichy z kláštera Petershausen. Tomuto klášteru přenechal panství „Hasuunouwa“ v Alberschwende, které zhruba odpovídá dnešním osadám Halden, Oberfischbach, Unterfischbach a Burgen. Kvůli obtížným podmínkám panujícím v Andelsbuchu se klášter nedařilo udržovat provozuschopný, a tak měl být kolem roku 1094 přestěhován do Bregenzu. Kvůli odporu hrabat z Pfullendorfu, kteří vlastnili polovinu bregenzské farnosti, nebyl nový klášter založen přímo v Bregenzu, ale o něco dál u Bodamského jezera. Vznikl tak klášter v Mehrerau. Majetek původního kláštera v Bregenzském lese mohl i po přestěhování zůstat v Andelsbuchu. Hrabě Ulrich von Bregenz zemřel při lovecké nehodě v roce 1097, ale dary hrabat na náboženské účely ještě nebyly u konce. V Alberschwende nechal buď jeho nástupce hrabě Ulrich, nebo jeho syn Rudolf von Bregenz postavit kostel. Jednalo se o soukromý hraběcí kostel, který se nacházel přímo v areálu velkého hraběcího dvora. Blahoslavený Merbod nejspíše přišel do Alberschwende jako pastor v roce 1110 nebo 1112. Právě na jeho žádost prý hrabě Rudolf von Bregenz daroval kostel v Alberschwende a jeho majetek klášteru v Mehrerau. Merbod zemřel 23. březnu 1120 mučednickou smrtí. Hrabě Rudolf von Bregenz zemřel v roce 1160. Spolu s ním vymřela rodina po meči. Jeho dcera Elisabeth von Bregenz byla provdána za falckraběte Huga von Tübingen.
Hrabata z Montfortu
Převzetí panství falckrabětem Hugo von Tübingenem se ukázalo jako komplikované, protože dědické nároky si dělal i hrabě Rudolf von Pfullendorf, který byl rovněž spřízněn s Rudolfem von Bregenz a vlastnil polovinu bregenzské farnosti. To vedlo nejen ke sporům, ale také k válce o dědictví. Vzhledem k tomu, že syn Rudolfa von Pfullendorf Berthold zemřel ještě před svým otcem v roce 1167, připadlo sporné panství definitivně Hugovi von Tübingen, který se vlády ujal pod jménem Hugo I. von Montfort. Původní majetek Pfullendorferů, a tedy i část Alberschwende, připadl císaři Fridrichu I. Barbarossovi. První dochovaná zmínka o Alberschwende pochází z dokumentu, který vznikl právě za vlády hrabat z Montfortu. Obec je však jistě mnohem starší a byla písemně zmiňována i v dřívějších dobách, mnoho dokumentů se ovšem kvůli opakovanému drancování kláštera v Mehrerau a jeho zrušení v roce 1805 ztratilo (klášter byl obnoven teprve roku 1854). Dne 30. dubna 1290 dal německý král Rudolf I. Habsburský do zástavy práva bývalého Pfullendorfského hrabství v Bregenzském lese hraběti Hugo von Montfort za 1000 marek stříbra. Tato zástava nebyla nikdy vykoupena zpět, takže od tohoto okamžiku zůstalo území v rukou hrabat z Montfortu. Poslední hrabě z Montfortu (z bregenzské linie), Hugo von Montfort, zemřel 26. července 1338. Kvůli dědickým sporům bylo dědictví dne 5. listopadu 1338 rozděleno. Zadní Bregenzský les připadl Feldkirchskému panství, Přední Bregenzský les, včetně Alberschwende panství Bregenzskému.

### Od roku 1338 dodnes
Habsburkové ovládali jednotlivá místa ve Vorarlbersku střídavě z Tyrolska a z Předních Rakous (Freiburg im Breisgau). Nejpozději roku 1523 se zmocnili také celého Bregenzského hrabství a tím také Alberschwende.
Kolem roku 1600 byla Alberschwende samostatným soudním dvorem. Od roku 1805 do roku 1814 patřilo Vorarlbersko k Bavorsku a po pádu Napoleona opět k Rakousku. Alberschwende je součástí rakouské spolkové země Vorarlbersko již od založení jejího zemského sněmu v roce 1861.
Od roku 1945 do roku 1955 byla obec součástí francouzské okupační zóny v Rakousku.

## Obyvatelstvo

### Populační vývoj

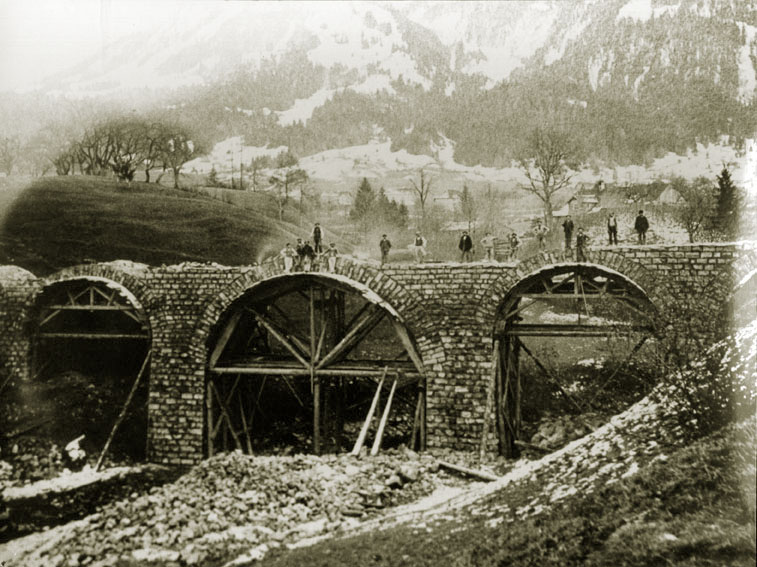
Výstavba a následné otevření Bregenzerwaldské železnice přineslo obci populační stagnaci

Protože fara v Alberschwende vyhořela v letech 1503 a 1598, stejně jako soudní budova v roce 1792 a farní matriky navíc v Alberschwende existují teprve od roku 1695, je těžké říci něco o populačním vývoji obce před touto dobou. Jisté je, že Alberschwende musela mít svou dobu velmi vysoký počet obyvatel, jinak by se nestala samostatnou obcí, samostatnou farností a samostatným soudním dvorem. Nárůst počtu obyvatel mezi lety 1750 a 1850 je mimořádně vysoký. Navzdory některým epidemiím, které zabily mnoho dětí, vzrostl počet obyvatel ze 700 v roce 1750 na 1800 v roce 1850. První oficiální sčítání lidu se konalo v roce 1869. Grafika ukazuje stagnaci během dvou světových válek a silnou emigraci v letech 1900 až 1910 kvůli nedostatku pracovních příležitostí v důsledku přesunu dopravy na koleje po výstavbě Bregenzerwaldské železnice (otevřena v roce 1902), jelikož tím bylo umožněno rychlé přímé spojení mezi Bregenzským lesem a údolím Alpského Rýna.

### Struktura populace
Podle statistik z 31. prosince 2016 tvoří 90,7 % obyvatel Alberschwende rakouští občané. Největší skupinu nerakouských občanů tvoří Němci.

## Politika

### Obecní zastupitelstvo
Zastupitelstvo obce má 24 členů. Složení zastupitelstva po Vorarlberských komunálních volbách v roce 2020 je:
- 12 mandátů Seznam ÖVP – My pro Alberschwende (ÖVP)
- 0 8 mandátů Seznam nezávislých občanů Alberschwende (UBL)
- 0 4 mandáty Alberschwende Aktiv – Zelení  (AA-G)

Volby do městského zastupitelstva 2020

### Starosta
Starostkou obce je Angelika Schwarzmann (ÖVP), která byla jednomyslně zvolena na zasedání zastupitelstva dne 15. března 2013. V roce 2015 byla voliči poprvé potvrzena ve funkci v přímé volbě starosty, přičemž získala 86,61 % hlasů. V komunálních volbách v roce 2020 byla znovu zvolena se ziskem 53,31 % odevzdaných hlasů. Níže uvedený graf ukazuje starosty od roku 1903:

### Obecní znak
Popis obecního znaku:
Štít dělený zleva doprava na stříbrnou a červenou polovinu. Ve stříbře větev zelené lípy se třemi listy; v červené barvě černý pařez se zaraženou stříbrnou sekerou s černou rukojetí.
Znak byl obci udělen dne 22. prosince 1970. Vytvořen byl v roce 1969 podle návrhu umělce a heraldika Konrada Honolda ze Schruns.

### Partnerské obce
- Aßmannshardt, část obce Schemmerhofen v Bádensku-Württembersku (Německo), od roku 1975

## Infrastruktura

### Doprava

#### Silniční doprava

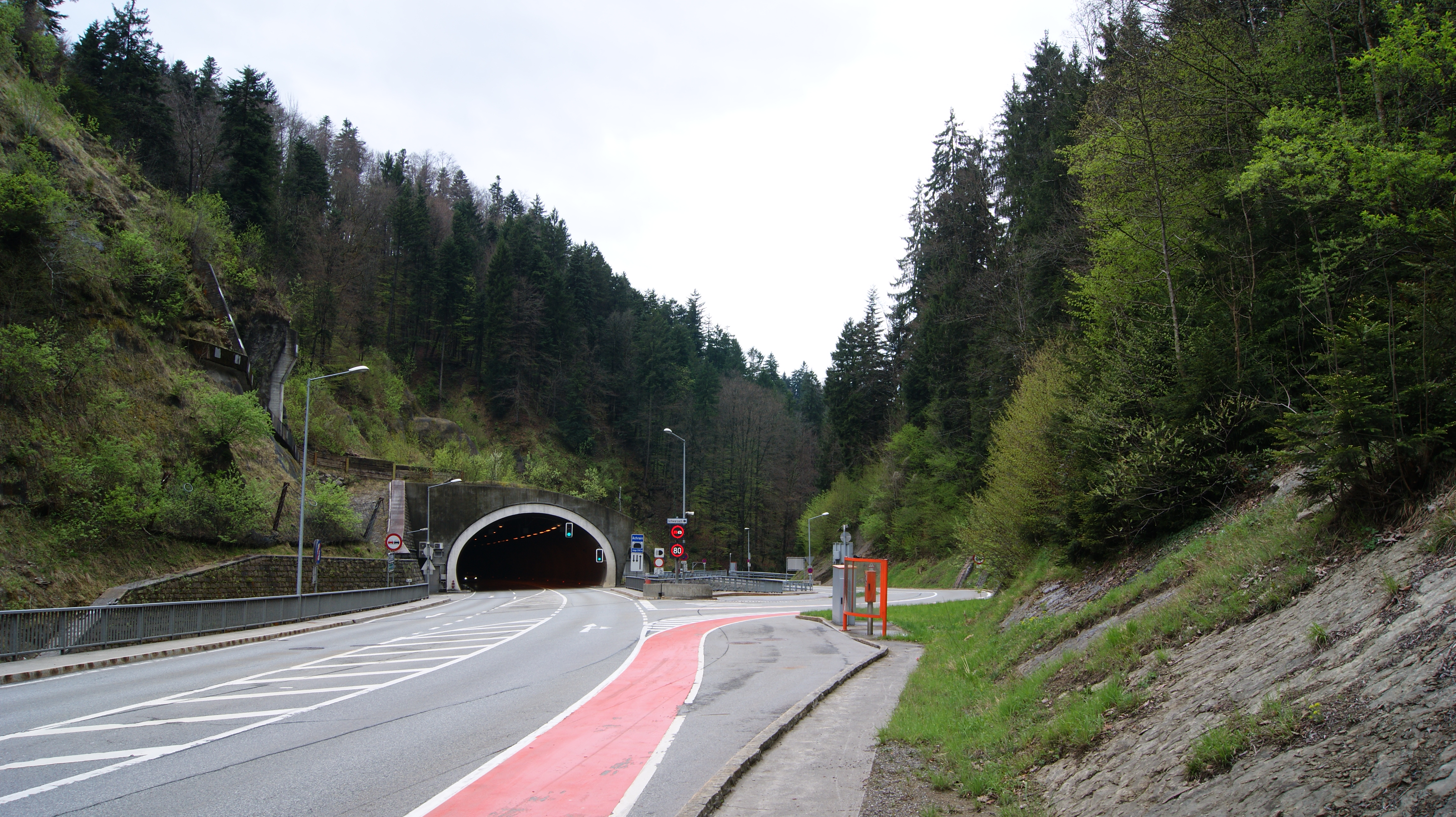
Achrainský tunel umožňuje rychlé a pohodle spojení s údolím Alpského Rýna

Alberschwende je dopravní „bránou do Bregenzského lesa“. Nejdůležitější dopravní tepnou regionu je Bregenzerwaldstraße (L 200). Ta vede z Dornbirnu resp. Schwarzachu v údolí Alpského Rýna skrze Achrainský tunel do centra Alberschwende, odkud pokračuje přes alberschwendské osady Lanzen, Dreßlen a Müselbach do obce Egg a dále hlouběji do Bregenzského lesa. L 200 umožňuje přímé spojení obce s rakouskou dálniční sítí, během 10 až 15 minut lze dosáhnout dálnice A 14 (Rheintal/Walgau).
Přímo v centru obce se potkávají tři vorarlberské zemské silnice, Bregenzerwaldstraße (L 200), Achrainstraße (L 49) a Bucher Strasse (L 14). Kromě průjezdu Achrainským tunelem, který byl otevřen v lednu 2009, lze Rýnského údolí dosáhnout také po silnici Schwarzachtobelstraße (L 7), která vede po původní trase skrze rokli Schwarzachtobel, a dole v údolí se opět setkává s Bregenzerwaldstraße krátce za dolním portálem Achrainského tunelu.
V obecní části Müselbach odbočuje z Bregenzerwaldstraße další důležitá dopravní tepna Předního Bregenzského lesa, Hittisauer Straße (L 205), která vede z Müselbachu do Lingenau. Silnice přitom překonává údolí řeky Bregenzer Ach přes Lingenauský silniční most, který je jedním z největších železobetonových obloukových mostů ve střední Evropě. Ještě před mostem z této silnice odbočuje také Müselbacher Strasse (L 25), která spojuje Müselbach s obcí Langenegg na druhé straně údolí po staré zemské silnici.

#### Veřejná hromadná doprava

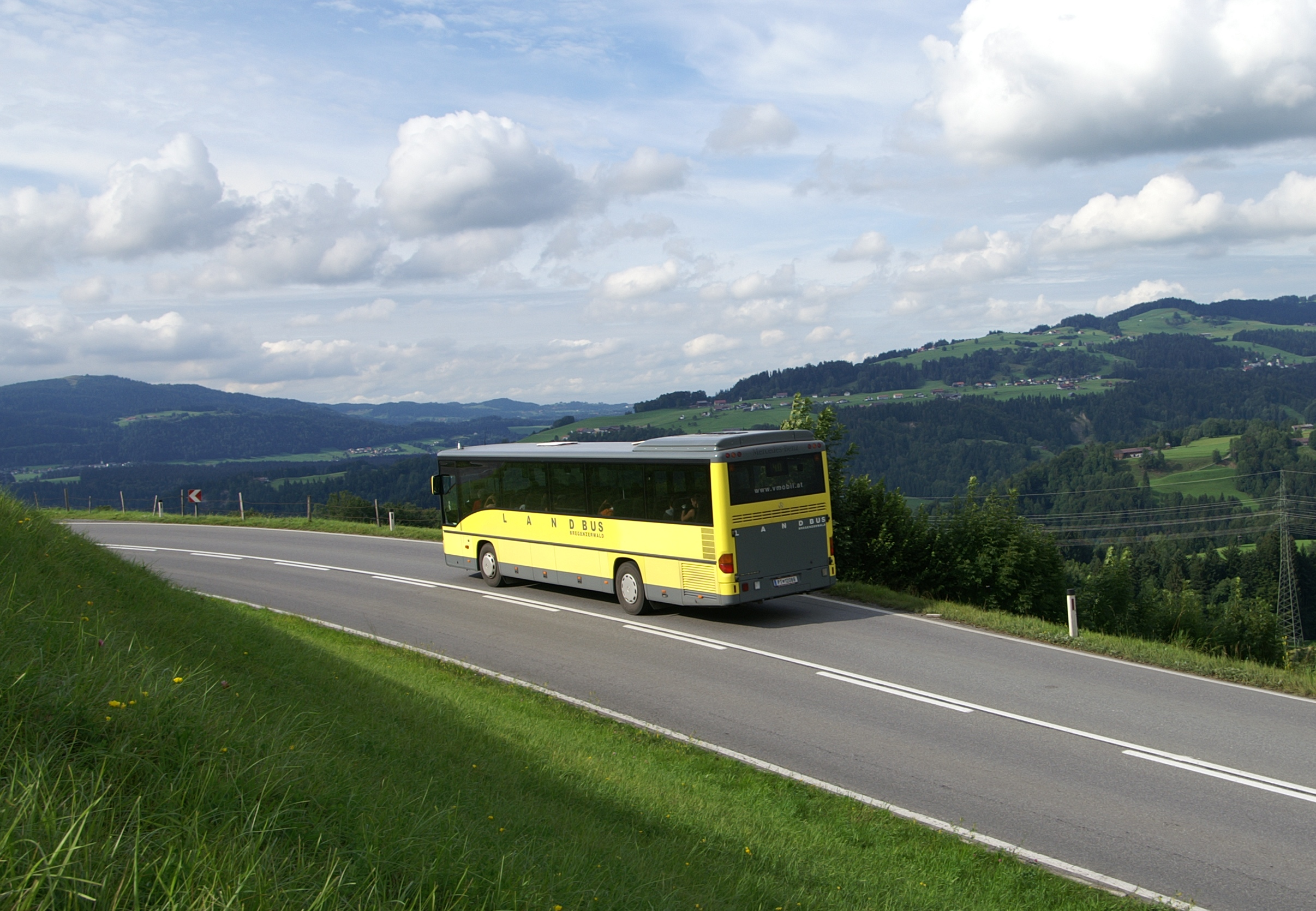
Autobus linky Landbus Bregenzerwald v Alberschwende

Čtyři autobusové linky Landbus Bregenzerwald a dvě autobusové linky Landbus Unterland vedou přes Alberschwende a umožňují tak přímou cestu do Dornbirnu, Bregenzu, Kennelbachu, Wolfurtu, Schwarzachu, Buchu, Bildsteinu, Eggu, Schwarzenbergu, Andelsbuchu, Bezau, Bizau, Reuthe Mellau, Schnepfau, Au, Schoppernau, Warthu, Schröcken, Lechu, Lingenau, Hittisau a Sibratsgfällu. Nejdůležitějším uzlem veřejné dopravy je zastávka Alberschwende Dorfplatz (Alberschwende náves). Z Müselbachu jezdí místní linka č. 39 do Langeneggu.

#### Cyklistická doprava
Od roku 2018 zastavuje v letních měsících v Alberschwende Bregenzerwaldský cyklobus.

### Elektrická energie

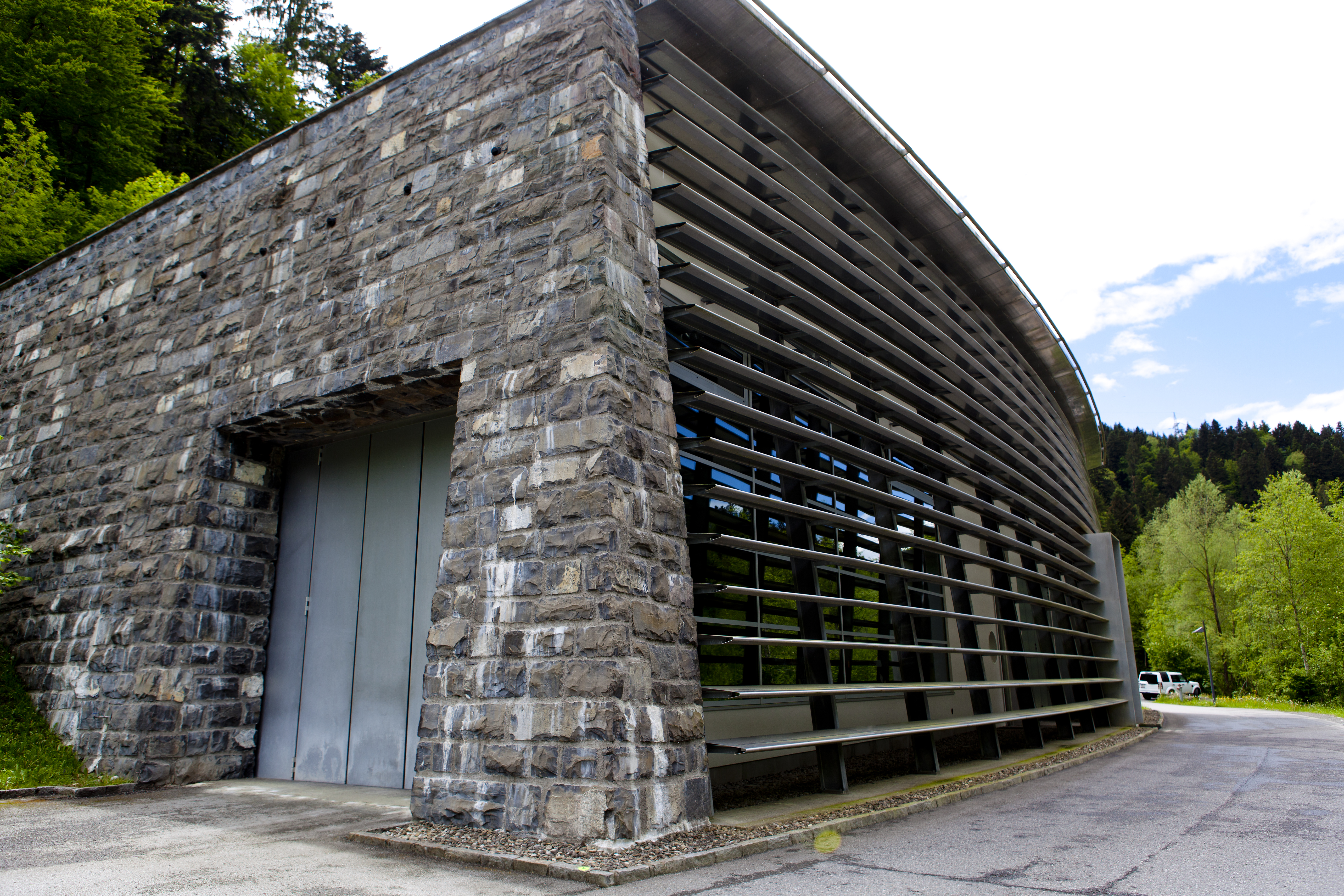
Elektrárna Alberschwende

Na severovýchodním okraji obce Alberschwende se nachází stejnojmenná elektrárna. Jedná se o akumulační vodní elektrárnu využívající vodní energii řeky Bregenzer Ach. Voda je do elektrárny přiváděna tlakovým tunelem z vyrovnávací nádrže v Andelsbuchu. Dvě sady strojů, každá s Francisovou turbínou a generátorem vyrábějí elektrickou energii, která je vedena přímo do nedaleké rozvodny Vorderwald. Následně elektrárna Alberschwende spolu s nedalekou elektrárnou Langenegg vrací svou vodu řízeně do Bregenzer Ache přes boční nádrž v Bozenau. Veškeré operace na dálku řídí a monitoruje hlavní řídicí středisko v Bregenzu.

### Vzdělání
V Alberschwende je jedna mateřská škola, čtyři obecné školy a jedna střední škola s celkovým počtem 407 žáků (stav k lednu 2003).

### Zdravotnictví a sociální péče
V Alberschwende působí dva praktičtí lékaři a jeden zubař. Jeden ze dvou praktických lékařů provozuje také malou lékárnu. Alberschwende má vlastní pobočku rakouského Červeného kříže, která provádí záchranné operace a transport pacientů. Obec Alberschwende patří do spádové oblasti policejní stanice Egg. Místní policejní stanice Alberschwende byla uzavřena v roce 2014, zázemí pro policejní jednotky však stále existuje a je v případě potřeby využíváno.

## Ekonomika

### Pracovní trh
V roce 2003 sídlilo v obci 56 komerčních subjektů s 327 zaměstnanci a 52 učni. Zaměstnanců podléhajících dani z příjmu bylo 1 220. Zemědělství hraje důležitou roli; podíl zemědělsky využívané půdy na celkové výměře obce je 54,1 %.

## Architektura a zástavba

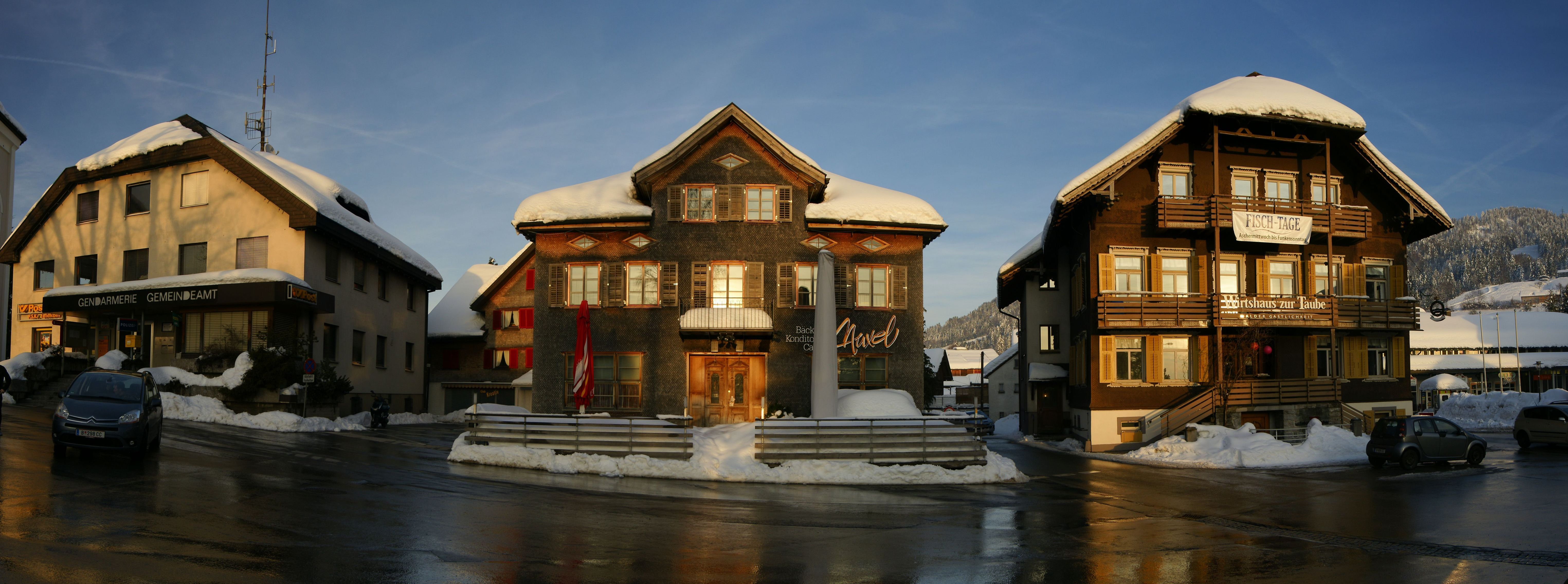
Panoráma starých hostinců na návsi u kostela

Obec se nachází v Předním Bregenzském lese. Tvoří ji osady Hof (hlavní osada) a četné široce rozptýlené vesnice a vesničky, jako jsou Bereute, Dreßlen, Vorholz, Müselbach a Fischbach. Centrum obce se rozkládá kolem širokého kostelního náměstí a podél hlavní silnice směrem na východ. V centru se nachází četné (bývalé) hostince, většinou se jedná o široké srubové budovy pokryté šindelem. Některé z těchto hostinců pocházejí z 18. století. Dále se zde nachází několik měšťanských obytných budov z 19. století.
Obec má velké množství roztroušených hospodářských budov a dvorů typických pro Přední Bregenzský les. Ty jsou většinou dvoupodlažní s lomenicovým štítem a zpravidla pokryté šindelem. Vchod je buď na okapové, nebo štítové straně. Hospodářská část bývá postavena pomocí bedněné sloupové konstrukce.
V obci se také podél cest nachází množství křížů a božích muk. Na celém území obce Alberschwende se nachází 13 památkově chráněných objektů.

### Sakrální stavby
Farní kostel sv. Martina

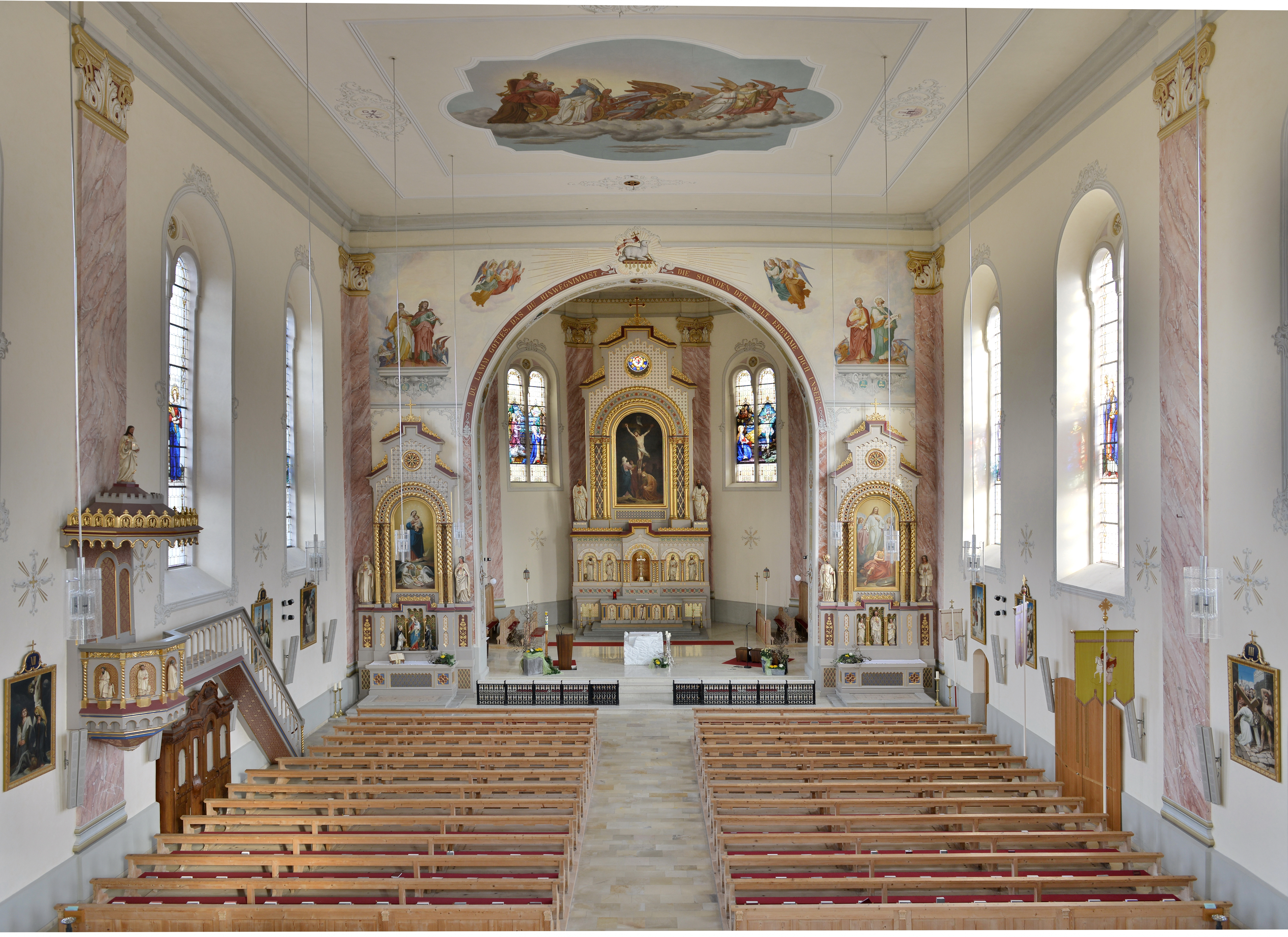
Vnitřní pohled na farní kostel Alberschwende

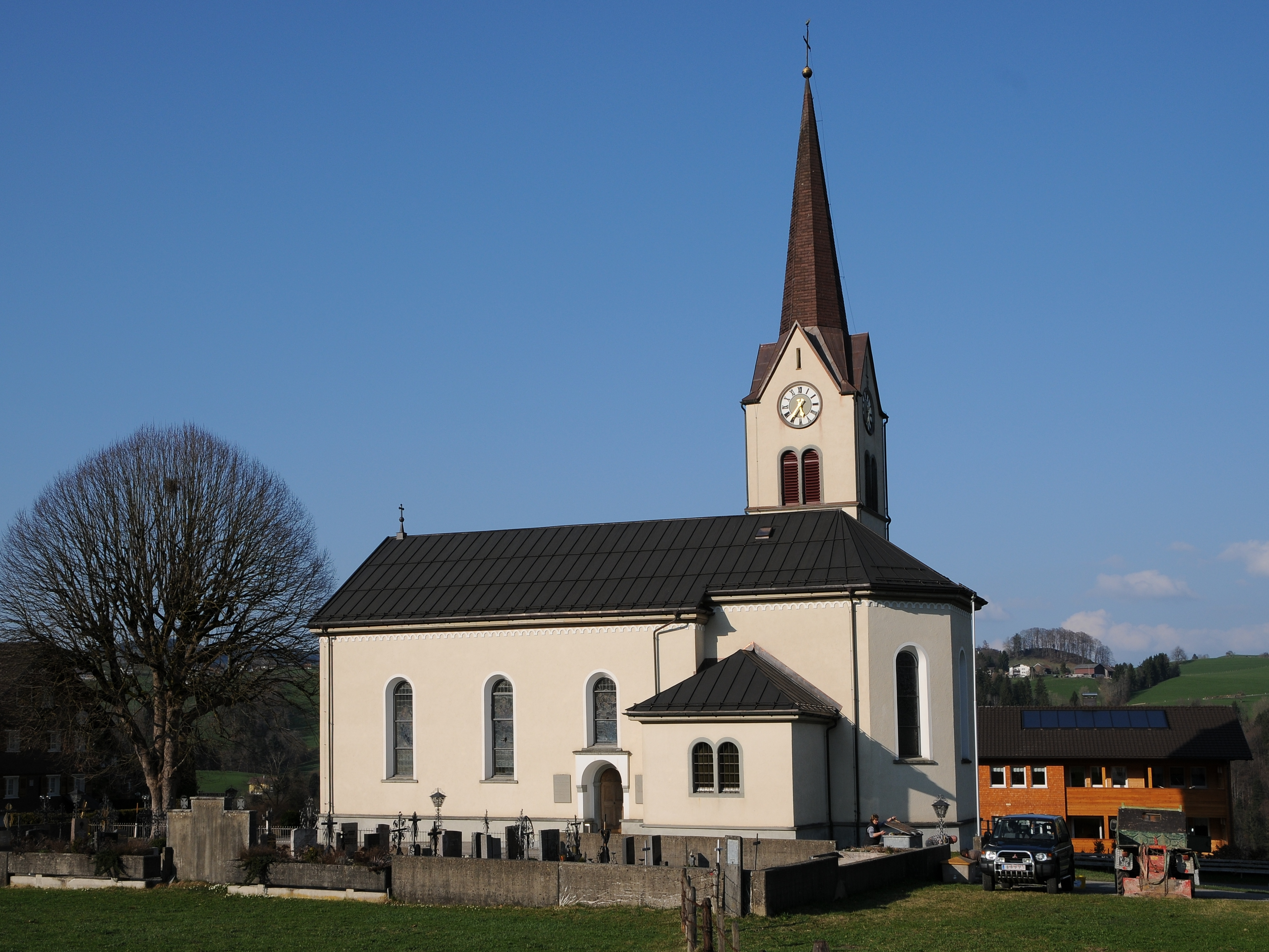
Expoziturní kostel v Müselbachu

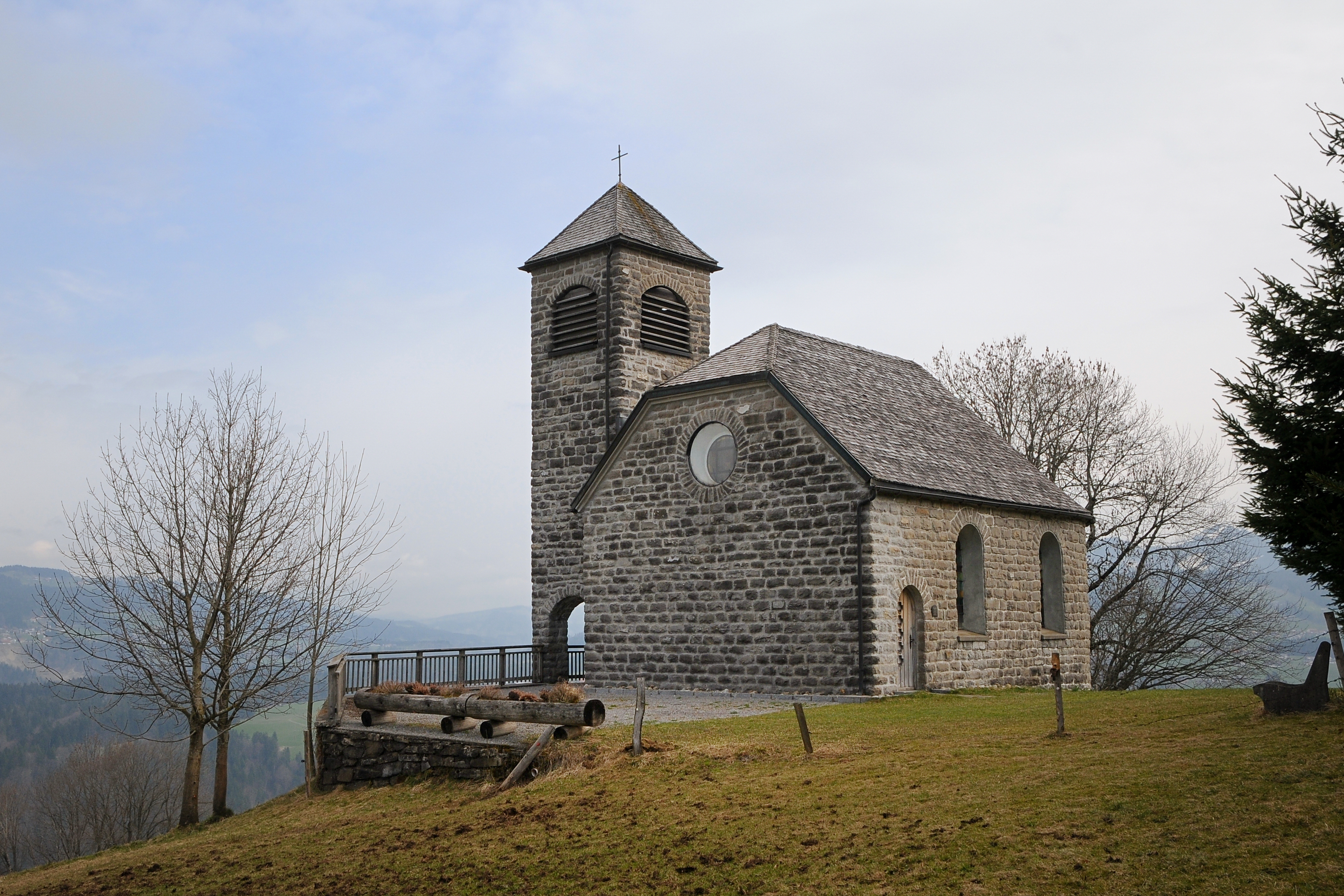
Fatimská kaple v osadě Dresslen-Vorholz

Je zasvěcen svatému Martinovy z Tours. Postaven byl v letech 1854 až 1856. Dřevěný hlavní oltář s novorománskou konstrukcí a eucharistický svatostánek byly v letech 1999 až 2003 rekonstruovány podle starých vyobrazení. Oltářní obraz z roku 1861 je od švýcarského umělce Melchiora Paula von Deschwandena, který také namaloval obrazy umístěné na bočních oltářích. V roce 1980 vytvořil umělec Engelbert Gitterle bronzový reliéf Očistec na dveřích kostela.
Vendelínova kaple (Merbodova kaple)
Vendelínova kaple je mezi místními známá jako Merbodova kaple. Je zasvěcena svatému Vendelínovi, ale spojována je především s osobou faráře Merboda z Alberschwende, který byl údajně umučen v roce 1120. Na jejím místě byly nalezeny zbytky románského kostela z poloviny 12. století. Dnešní kaple byla postavena v roce 1742 v barokním slohu.
Expoziturní kostel Nejsvětějšího Srdce Ježíšova a Marie v Müselbachu
Kostel v Müselbachu byl postaven v letech 1881 až 1883 podle plánů Seraphina Pümpela. Zasvěcen je Nejsvětějšímu Srdci Ježíšovu a Marii. Jedná se o jednoduchou sálovou stavbu se sedlovou střechou a upozaděným 3/8 kůrem. Věž kostela má okrasnou špičku. Interiér budovy má valenou klenbu s lunetami. Oltáře jsou původní, stejně jako nástěnné malby. Vitráže byly vytvořeny v roce 1940. Budova je historickou památkou.
Kaple Panny Marie ve Fischbachu
Kaple zasvěcená Panně Marii Sedmibolestné byla postavena v roce 1876 a rozšířena v roce 1967. Jedná se o zděnou obdélnou stavbu s kněžištěm pod společnou valbovou střechou. Zvonice nad valbovou střechou má okrasnou špičku. Před kostelíkem je postavena přístavba se zapuštěným vchodem. Chór je s 3/8 zakončením, okna jsou plochá, oblouková. Interiér je klenutý valeně a má ustupující kněžiště. Na oltáři je pieta z konce 19. století. Budova je historickou památkou.
Fatimská kaple
Fatimská kaple, zasvěcená ochranně Panny Marie Fatimské, je obdélná stavba s kulatou apsidou pod polovalbovou střechou. Kostelík byl postaven v roce 1953 z přírodního kamene, zdivo je úmyslně viditelné. Věž je šikmá a má pyramidovou špičku. Vchod je kulatý. Vnitřní prostor je otevřen až do krovu. Nad oltářem visí krucifix od Hakoba Summera z roku 1983. Budova je historickou památkou.
Kaple Panny Marie v Dresslen-Vorholz
Zděná kaple zasvěcená Panně Marii byla postavena v roce 1925 na obdélníkovém půdorysu. Chór je s 3/8 zakončením. Nad kaplí je sedlová střecha s malou věžičkou jako zvonicí. Nad interiérem je plochý dřevěný strop. Oltář je novorománský. Oltářní obraz zobrazuje scénu Nejsvětějšího srdce Ježíšova a pochází z 19. století. Lavice jsou původní. Budova je historickou památkou.

### Veřejné budovy
- Hala Hermanna Gmeinera
- Budovy obecných škol
- Sociální centrum Alberschwende

### Ostatní stavby
Bývalá fara (dvůr č. 6)

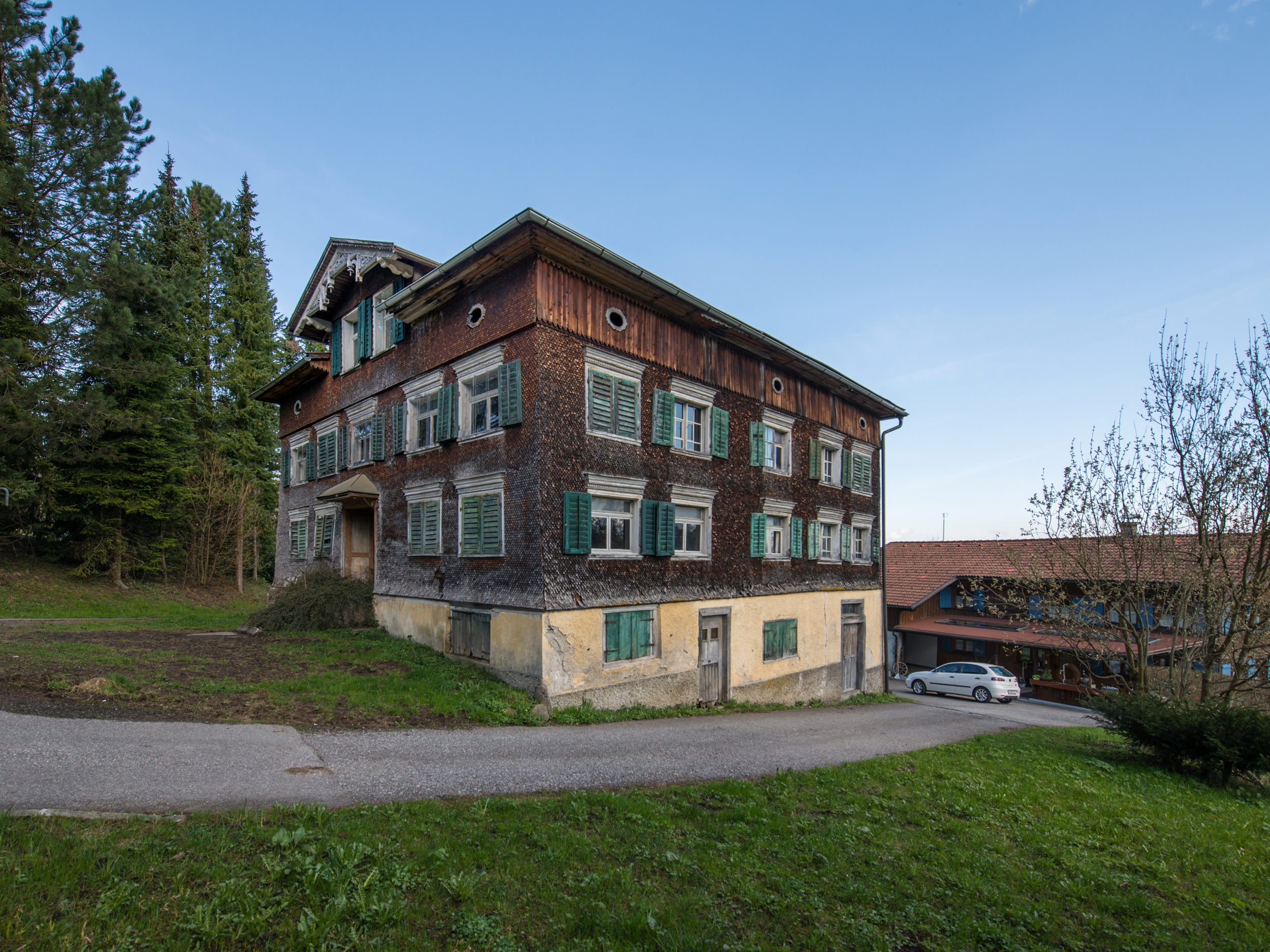
Bývalá fara ve dvoře č. 6

Bývalá fara Alberschwende (dvůr č. 6) byla postavena v roce 1908. Po otevření nové farní budovy byla přeměněna na obytný dům. Stavba má téměř čtvercový půdorys, což je pro místní fary typické. Má valbovou střechu s příčným štítem a ozdobně zakončenými vikýři v ose prostředního patra. Dřevěná šindelová fasáda má zčásti dělená okna. Některá okna byla původně rozdělena špaletami. Obložená střecha má oválná větrací okna, která pravděpodobně pocházejí z období renovace v roce 1933. Budova je historickou památkou.
Statek č. 221 v Bühelu
Statek č. 221 v Bühelu je dvoupatrový dům s upraveným podkrovím a sedlovou střechou. Jedná se typický příklad alpského statku v Bregenzském lese z počátku 19. století. Je to šindelová srubová stavba s kuchyní na chodbě nad zděným suterénem. Okna jsou malá a mají okenice a žaluzie. Ve štítě jsou tři spojená klenutá okna. Mezi nimi jsou malá ventilační okénka, která jsou otevřena do půlkruhu. Z doby výstavby pocházejí tři kazetami obložené místnosti v přízemí. Hospodářské křídlo, které tvoří dřevěná rámová konstrukce s deskovým soklem, je přistavěno k zadní části obytného domu. Budova je historickou památkou.

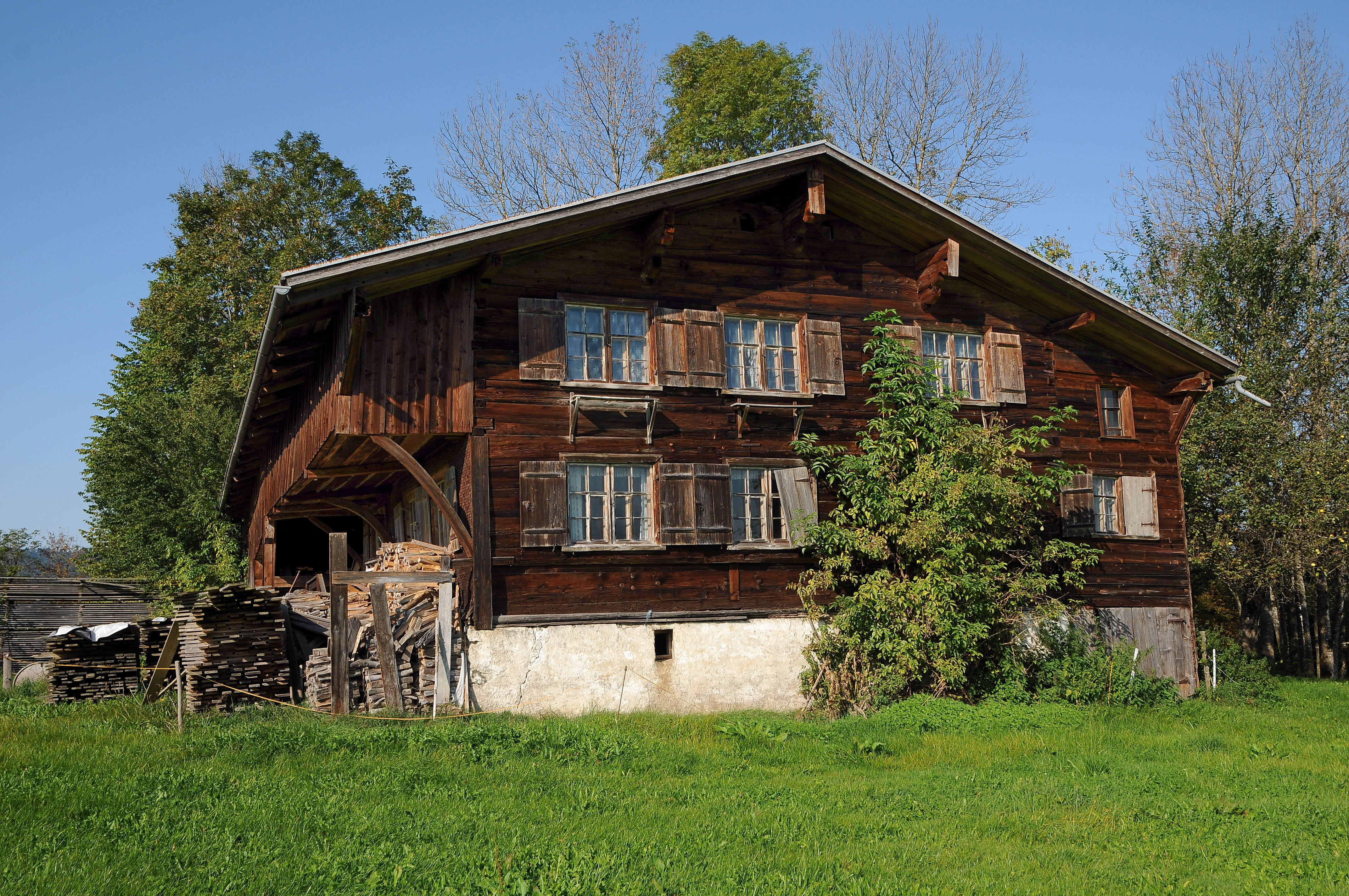
Statek č. 249 v Englochu
Další statek typický pro Bregenzský les se nachází v Englochu a má č.p. 249. Jedná se o poměrně širokou budovu z první poloviny 18. století. Suterén je zděný, nad ním je pletená konstrukce, která není zakryta šindelem. Střecha je sedlová. Okna jsou hustě rozmístěna a mají špalety a dřevěné okenice. Vaznice jsou v barokním stylu a v horním patře se na okapové straně nachází pozoruhodná veranda. Interiéry v obytných místnostech jsou pokryty kazetovými stropy. Hospodářská část stavby je částečně srubové konstrukce s prkennou zástěnou. Budova je historickou památkou.

### Drobné pomníky
Dva památkově chráněné objekty jsou zde uvedeny jako ukázka z četných drobných pomníků na území obce:

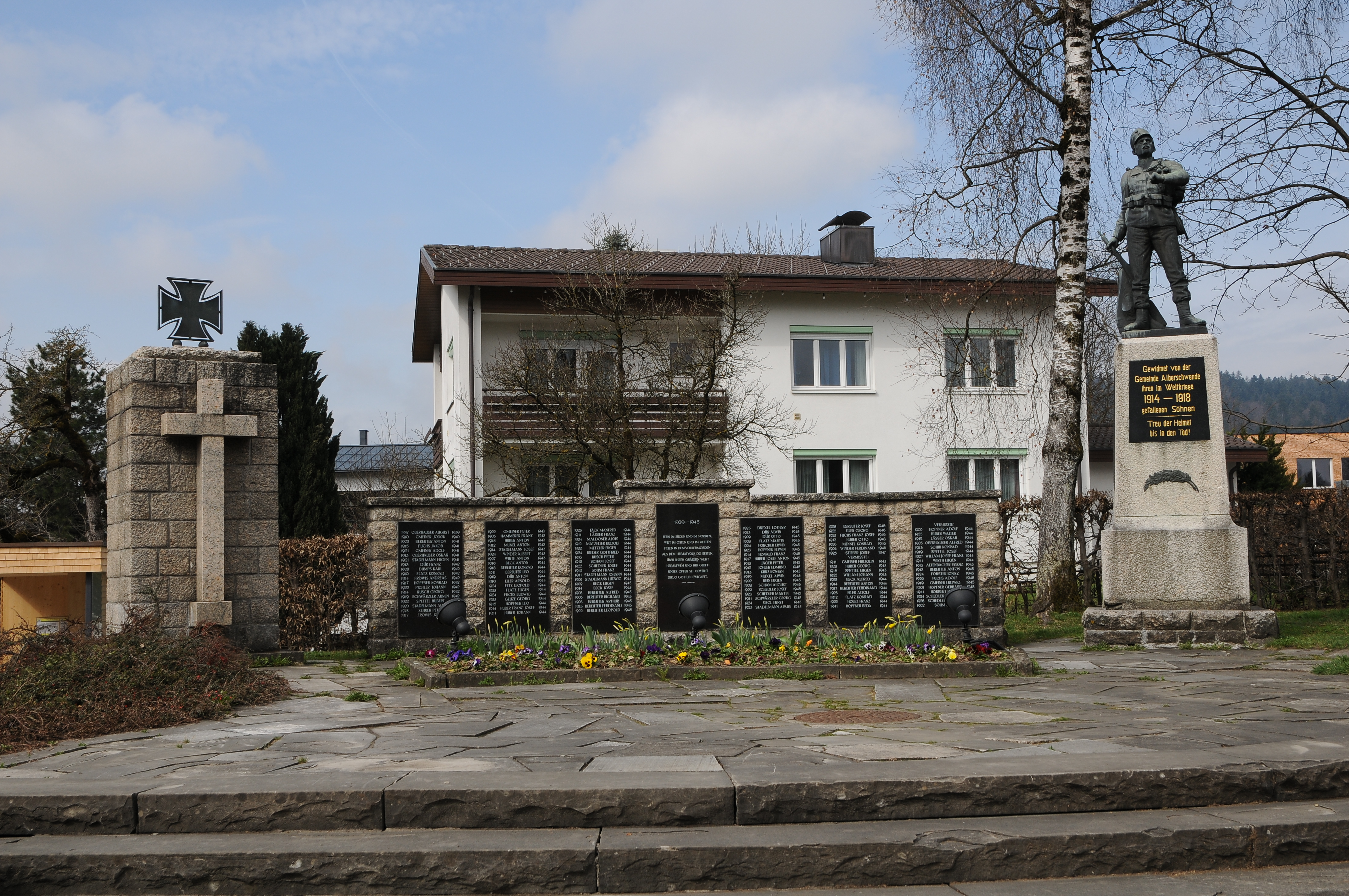
Válečný pomník
Válečný pomník stojící na návsi byl postaven na památku vojáků padlých v první a druhé světové válce. Starší část památníku pochází z roku 1924 a byla rozšířena po 2. světové válce v letech 1957–1961.
Kříž u cesty ve Fischbachu
Kříž stojící u usedlosti Urdrehen ve Fischbachu tvoří spolu s kaplí z 2. poloviny 20. století jeden ucelený soubor. Kříž se skládá z deltoidové křížové schránky se střechou a křížem se třemi hřebíky. Na příčníku kříže jsou namalovány letopočty 1846, 1937 a 1982. Na zadní stěně jsou vyobrazeny Nástroje Kristova utrpení – Arma Christi.

## Kultura a zábava

### Pravidelné letní akce
- Kulturní sýrové drby (Kultur-Käs-Klatsch)
- Rocková noc (Rock-Night)

## Sport
Alberschwende je známá díky hokejovému klubu EC Bregenzerwald. Ten byl posledním klubem v národní lize v Rakousku, který ještě do sezóny 2011/12 hrál pod širým nebem, a to právě v nezastřešené aréně v Alberschwende. „Kráter“, jak arénu v žertu nazývali fanoušci protivníků, způsobil klopýtnutí nejednoho velkého týmu. Nevýhodou arény bylo, že když v Bregenzském lese nasněžilo, ledová plocha často nebyla použitelná k hraní. Údržbáři ledové plochy a jejich pomocníci museli vynaložit spoustu času a úsilí, aby zajistili, že zápasy budou moci probíhat po celou zimu. Když byla Alberschwende Arena v roce 2012 uzavřena, přesunul klub všechny své domácí zápasy na hokejový stadion v Dornbirnu.
Alberschwende má také svůj vlastní fotbalový klub. Od roku 2017 hraje FC Alberschwende v Rakouské regionální lize (Západ) ve třetí nejvyšší divizi v Rakousku.

## Osobnosti

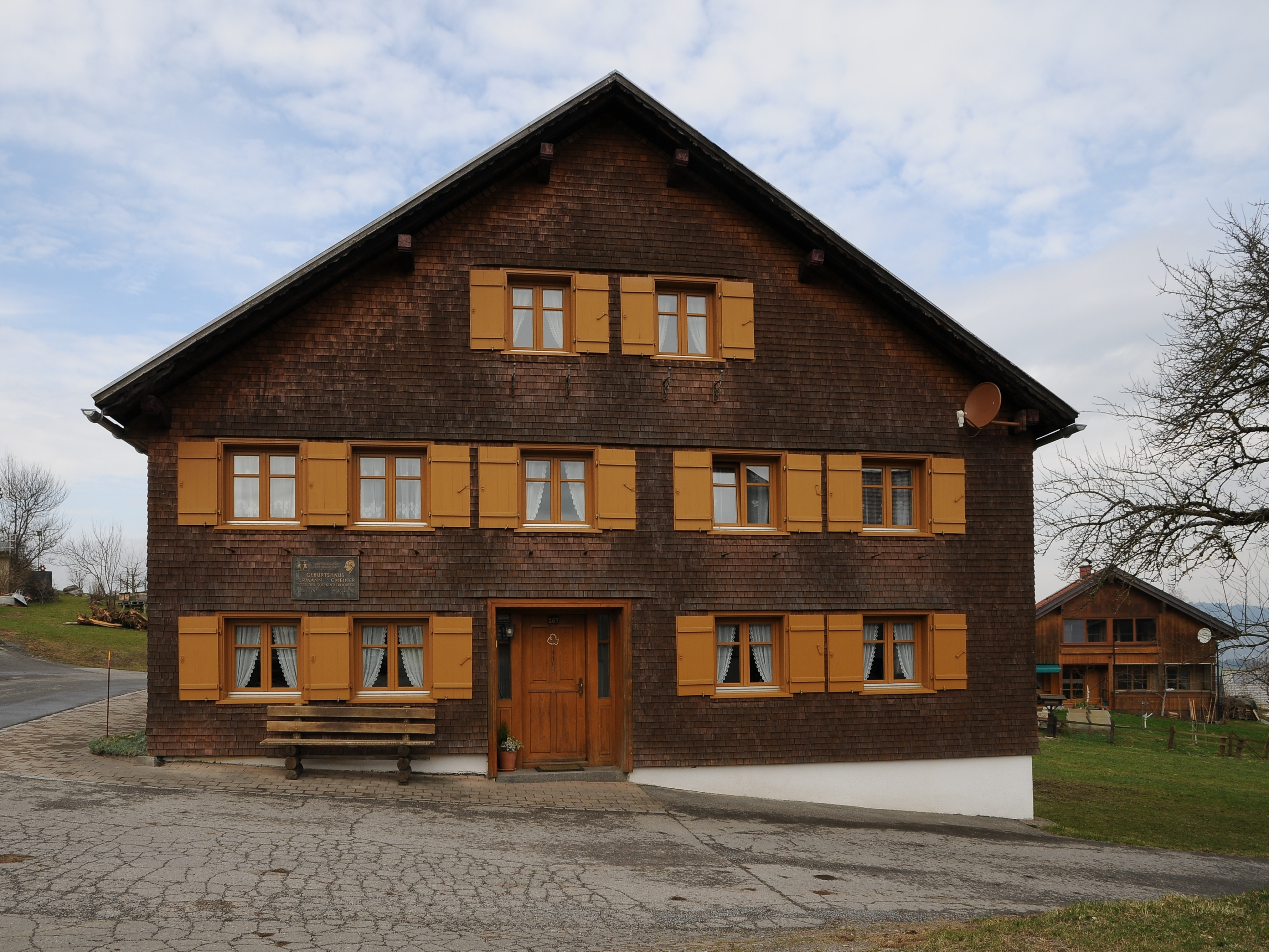
Rodný dům Hermanna Gmeinera v Alberschwende

### Významní rodáci
- Helmut Batlogg (* 1940), politik (ÖVP)
- Hubert Berchtold (* 1950), lyžařský závodník
- Irene Bereuter (* 1950), politik (ÖVP)
- Hermann Gmeiner (1919–1986), zakladatel SOS dětských vesniček
- Michael Gmeiner (* 1985), lyžařský závodník
- Thomas Hopfner (* 1965), politik (dříve za SPÖ)
- Reinhard Johler (* 1960), etnolog a sociální antropolog
- Wilhelm Kohler (* 1954), ekonom
- Barbara Neßler (* 1991), politička a členka Národní rady (Zelení)
- Edith Peter (* 1958), alpský lyžař
- Anton Edwin Stadelmann (1932–1991), vojenský kaplan